# Chicão (labdarúgó, 1949)
Francisco Jezuíno Avanzi, ismertebb nevén: Chicão (Piracicaba, 1949. január 30. – São Paulo, 2008. október 8.) brazil válogatott labdarúgó.

## Pályafutása

### Klubcsapatban
Pályafutása során számos csapatban megfordult. 1972 és 1973 között az Ponte Preta, 1973 és 1980 között a São Paulo FC játékosa volt, melynek színeiben 1975-ben Paulista, 1977-ben pedig brazil bajnoki címet szerzett. 1980 és 1981 között az Atlético Mineiróban, 1981 és 1983 között a Santos FC-ben játszott. Később szerepelt még a Londrina EC (1983), az EC Corinthians (1983), a Botafogo-SP (1983), a Mogi Mirim (1984–86), a Goiás EC (1985) és a Lemense (1986) együttesében. 

### A válogatottban
1976 és 1979 között 9 alkalommal szerepelt a brazil válogatottban. Részt vett az 1978-as világbajnokságon és tagja volt az 1979-es Copa Américán résztvevő válogatott keretének is. 

## Sikerei, díjai

### Játékosként
São Paulo FC
- Paulista bajnok (1): 1975
- Brazil bajnok (1): 1977

Atlético Mineiro
- Mineiro bajnok (1): 1980

Brazília
- Világbajnoki bronzérmes (1): 1978